# قائمة خربشات جوجل في 2017
خربشة جوجل هي نسخة فنية من شعار جوجل. وتوضع في موقع جوجل للاحتفال بحدث أو شخصية ما، وتتوفَّر مكتبة خربشات قوقل أيضا.

## يناير
- 2 يناير: أحتفل محرك قوقل بذكرى مرور 104 عاماً على ولادة الفنان التشكيلي المصري حسين بيكار.[1]

## فبراير
- 23 فبراير: احتفل محرك البحث الشهير «جوجل» على صفحته الرئيسية، باكتشاف وكالة الفضاء الأمريكية «ناسا» لمجموعة من الكواكب الجديدة التي تشبه مقوماتها إلى حد كبير كوكب الأرض، ولكنها تبعد عنه بحوالى 40 سنة ضوئية، وهي وحدة لقياس المسافة وليس الزمن.[2]

## مارس
23 مارس: احتفى محرك قوقل بذكى ميلاد المعماري حسن فتحي الـ117.

## أبريل
- 26 أبريل: أحتفى محرك قوقل بالذكرى الـ 19 لمرور مركبة كاسيني بين كوكب زحل وحلقاته.[4]

## مايو
- 31 مايو: احتفى محرك قوقل بذكرى تكريم المعمارية العراقية «زها حديد».[5]

## يونيو
- 30 يونيو: احتفى محرك قوقل بالذكرى الـ81 لميلاد الكاتبة الجزائرية آسيا جبار.[6]

## يوليو
- 12 يوليو: إحتفى محرك قوقل ذكرى ميلاد الروائي السوداني الطيب صالح.[7]

## أغسطس
- 24 غشت: احتفى محرِّك بحث قوقل بالذِّكرى 26 لاستقلال أوكرانيا.[8]

## سبتمبر
- 18 سبتمبر: احتفى محرك قوقل بالذكرى الـ 308 لميلاد الأديب الإنجليزي صمويل جونسون.

## أكتوبر
- 15 أكتوبر: احتفى محرك «جوجل» بذكرى ميلاد الكاتب البريطاني من أصل أفريقي أولوداه اكيوانو، حيث مر على مولده 272 عامًا.[9]

## نوفمبر
- 20 نوفمبر: احتفى محرك قوقل باليوم العالمي لحقوق الطفل.[10]

## ديسمبر
- 24 ديسمبر: احتفى محرّك قوقل بالعيد الميلاد الـ93 لمحمد رافيع.[11]